# Tigyaing
Tigyaing är en kommun i Myanmar.   Den ligger i regionen Sagaingregionen, i den norra delen av landet, 400 km norr om huvudstaden Naypyidaw. Antalet invånare är 114 686.